# Râul Lungenilor
Râul Lungenilor este un curs de apă, afluent al râului Frăsinet. 